# U 108 (Kriegsmarine)
De U 108 was een type IXB U-boot van de Duitse Kriegsmarine tijdens de Tweede Wereldoorlog. De U 108 was de eerste onderzeeboot die bevoorraad werd door de U 459, de eerste "melkkoe" onderzeeboot-tanker.

## Geschiedenis
Op 22 april 1942 werd de U 108 als eerste Duitse onderzeeër door de U 459, de eerste "melkkoe" U-boottanker. Dankzij deze U-boottankers werden de actieradius en de operatietijd van een U-boot aanzienlijk verlengd.

## OndergangU 108
De U 108 werd tot zinken gebracht op 11 april 1944 te Stettin, in het huidige Polen , door vliegtuigbommen. Hij werd terug gelicht en daarna weer uit dienst gesteld te Stettin op 17 juli 1944. Hij werd door de eigen bemanning tot zinken gebracht op 24 april 1945.

## Commandanten
- 22 Okt, 1940 - 14 Okt, 1942: Korvetkapitein Klaus Scholtz (Ridderkruis)
- Okt, 1942 - Okt, 1942: Erich Hilsenitz
- 15 Okt, 1942 - 16 Okt, 1943: Korvetkapitein Ralf-Reimar Wolfram
- 17 Okt, 1943 - 11 Apr, 1944: Oberleutnant zur See Matthias Brünig